# Странствия убийцы
«Стра́нствия уби́йцы» (англ. Assassin's Quest) — фэнтези-роман американской писательницы Робин Хобб, заключительная часть трилогии «Сага о Видящих». Впервые опубликована издательством Voyager Books в 1997 году.

## Сюжет
Фитц Чивел воскрес. Чейд и Баррич, знавшие, через что ему пришлось пройти в подземельях Регала, помогают Фитцу вновь обрести себя. Фитц считает, что только месть Регалу поможет ему исцелиться полностью. Он решает отправиться на его поиски. Покинув свое убежище Фитц подвергается нападению «перекованных». Позже окажется, что Баррич, который приехал навестить Фитца, нашел останки «перекованных» и принял их за Фитца. Убитый горем конюх дал себе обещание позаботиться о Молли, беременной девушке Фитца.
Фитц отправляется в Тредфорд, новую резиденцию Регала. Король Регал, опасаясь набегов Красных Кораблей, покидает замок Баккип и обустраивается в родовом поместье его матери. Защиту побережья и замка Баккип берут на себя Чейд и леди Пейшенс.
Фитц терпит неудачу при попытке отравить Регала, ему мешают оставшиеся на службе у короля маги Силы. Справиться с ними Фитцу помогает Верити, который при помощи Силы запечатлел в нем приказ «Иди ко мне». Не в силах противостоять приказу, Фитц отправляет по следу Верити — в Горное Королевство.
Во время этого путешествия Фитц и Ночной Волк знакомятся с менестрелем Старлинг и старухой Кеттл, которая ищет Белого Пророка — мифического персонажа из местных легенд. По дороге группа отражает нападение небольшого отряда Регала, в ходе которого Фитца серьезно ранят. Придя в себя, Фитц понимает, что его выходил старый друг Шут, которого Кеттл считает Белым Пророком. Так же королева Кеттрикен узнает, что Фитц жив. Они вместе отправляются на поиски Верити, чтобы вернуть Шести Герцогствам истинного короля.
Группа оказывается на дороге Силы, которая приводит их в разрушенный город Элдерлингов. Там они находят Верити. Он полностью поглощен созданием дракона, отдавая этому делу все свои силы. Фитц, Шут и Кеттл вызываются ему помочь. Как только команда смастерит дракона — проснутся Элдерлинги и отправятся спасать Шесть Герцогств. Но по древнему преданию, тот кто делает дракона, должен отдать ему всего себя, полностью раствориться в нем. Все понимают, что король Верити не вернется в своем привычном образе.
История заканчивается тем, что Верити полностью входит в дракона, он просыпается и улетает с Кетриккен на спине, чтобы дать бой пиратам Красных кораблей. После этого Фитца и Шута находят Уилл и воины Регала. К этому моменту Уилл обучил уже несколько Кругов Силы, чтобы создать армию драконов для Регала. Фитц с волком сражаются с превосходящим противником, но пролитая кровь случайно пробуждает древних драконов. Они просыпаются ото сна, Фитц и волк обращаются к ним Даром и обещают хорошую охоту в стае. Элдерлинги уничтожают воинов Регала и улетают, чтобы присоединиться к Верити. Фитц находит умирающего покалеченного Уилла и использует его связь с Регалом, чтобы запечатлеть в последнем вечную преданность Кетриккен и ее ребенку. Кеттрикен возвращается в Баккип на спине дракона Верити, ведя за собой армию Элдерлингов. Красные Корабли разгромлены, король Регал повержен, трон Шести Герцогств переходит к королеве Кеттрикен.

## Критика
«Странствия убийцы» были хорошо приняты публикой. Роман называли «увлекательным заключением этой превосходной трилогии, демонстрирующим исключительную комбинацию оригинальности, волшебства, приключений, характера и драмы», в числе главных достоинств книг Робин Хобб отмечается то, что она «позволяет своим героям терпеть неудачи в серьезных изменениях сюжета». Трилогия «Сага о Видящих» была поставлена на первое место в топ-25 лучших фентези саг об убийцах по версии интернет-портала BestFantasyBooks.